# 허구연
허구연(許龜淵, 1951년 2월 25일~)은 대한민국의 선수 출신 야구인으로, KBO 총재(2022. 3.~)이다. 총재 선출 이전에는 야구 해설위원으로 활동하였다.

## 생애
경상남도 진주에서 태어나 초등학교 1학년 때 부산으로 이주하여 성장했다. 부산 대신초등학교 시절이던 1959년에 야구 선수 생활을 시작하였으며 대신초등학교, 경남중학교, 경남고등학교를 졸업한 후, 1970년 상업은행에 입행하여 처음 실업야구 인생을 시작했는데 고등학교 2학년 때 고려대 진학이 예정됐지만 동료의 진로 문제가 걸려 상업은행으로 급선회했다.
1971년에 고려대학교 체육학과에 체육특기자로 진학했다. 야구부에서 4번 타자로 활약하며 대학 시절 대학 야구 홈런왕에 등극하기도 했다.
허구연은 1971년 체육특기자로 고려대 체육학과에 입학했으나, 1972년 예비고사를 쳐서 고려대 법학과에 재입학했다. 
1975년 2월 고려대학교를 졸업하고 한일은행 야구단에 들어가 실업야구로 복귀했다. 1975년, 1976년 2년 연속 실업야구 올스타에 선정되었다. 그러나 1976년 대전 한밭종합운동장 야구장에서 있었던 한일 실업야구 올스타전에서 정강이뼈 골절상을 당했고, 결국 1978년 실업야구 시즌 도중 선수 생활을 접어야 했다. 4번의 수술을 받아야 했던 큰 부상이었다. 이후 고려대학교 대학원 법학과에 진학하였다. 이 무렵에 금성계전(주)(현 LS산전)(현재 GS그룹 총수일가와 친척 관계다)에 입사하여 회사 생활과 대학원 학업을 병행하여 1981년「이사회 제도에 관한 연구」라는 논문으로 법학 석사 학위를 받았다.
허구연은 석사 학위를 받은 직후 당시 야간대학인 경기대학교에서 전임강사로 임용돼 약 1년 6개월 간 출강했다.
1978년 동아방송에서 처음 야구 해설을 시작했으며, 1982년에 한국프로야구 리그가 출범하자 MBC의 야구 해설직을 맡았다.
1985년 10월 17일부터 3년 계약 형식으로 신생 팀 청보 핀토스의 감독을 맡았으나, 성적 부진 탓인지 구단 측에서 1986년 5월 10일부터 일본에 연수를 보내어 강태정 수석코치에게 감독대행을 맡기기도 했다.
그 뒤, 1986년 6월 12일 일본에서 돌아온 뒤 감독에 복귀했는데 이 과정에서 강태정 감독대행이 수석코치로 돌아왔다.
하지만, 1986년 후기리그에서도 성적 부진을 면치 못하자 구단은 본인(허구연)을 감독직에서 물러나게 한 대신 같은 해 8월 6일부터 강태정 코치에게 감독 대행을 맡겼으며 9월 14일 7위로 지긋지긋한 시즌이 마감되자 허구연을 복귀시키는 대신 강태정의 직함에서 "대행"이란 꼬리를 떼는 것으로 인사를 정리했다.
이후, 1987년 3월 5일부터 3년 계약 형식으로 고향팀 롯데 자이언츠의 코치를 맡았으나 코칭스태프진에 본인과 김청옥 김성관 등 경남고 출신이 많아 "경남고 일색"이란 말을 들어야 했으며 같은 해 부산 개막전에서 선수단 소개 중 본인(허구연)이 롯데 코치로 소개되자 2만 7천여 관중들이 열렬한 박수를 보냈다.
그 뒤, 1989년 시즌 후 자신의 청보 감독 전임자였던 김진영 감독이 부임하면서 단행된 개편에 따라 김청옥 김성관 코치 등과 함께 팀을 떠났고 1990년에는 캐나다 토론토 블루제이스 산하 마이너 리그에서 코치로 지도자 생활을 했으며 이에 앞서 롯데 5대 감독(최종 김진영) 물망에 올랐으나 미국 유학을 떠나는 바람에 무산됐다.
이후, 1989년부터 MBC의 야구 해설위원을 역임했던 박영길 전 삼성 감독이 1991년 태평양 감독으로 부임하자 박영길의 후임으로 MBC의 야구 해설위원으로 복귀한 그는 2022년에 KBO 총재로 선임되어 마이크를 내려놓을 때까지 MBC 및 MBC 스포츠+의 야구 해설위원으로 활동했다. 그 외에는 KBO 야구발전위원장과 야구정보회사인 (주)KSN의 대표 이사도 역임하고 있는데 본인에 앞서 김동엽 전 MBC 감독, 이광환 전 OB 감독, 이해창 전 태평양 선수가 1991년 태평양 감독으로 자리를 옮긴 박영길 전 삼성 감독의 MBC TV 해설위원 후임 물망에 한때 거론되기도 했다.
한편, 허구연의 청보 감독 전임자였던 김진영은 1987년 후기리그 개막 하루 전 해임된 사람이자 박영길의 MBC TV 해설위원 물망에 한때 오른 김동엽 감독의 뒤를 이어 MBC 감독 물망에 거론됐고 허구연은 박영길의 MBC TV 해설위원 물망에 한때 오른 이광환이 1991년 시즌 후 LG 감독으로 부임하자 수석코치 영입 물망에 거론됐으나 이런저런 사정 때문에 좌절됐다.
2022년 3월 25일에 KBO 총재로 선출됐다.

## 학력
- 대신초등학교
- 경남중학교
- 경남고등학교
- 고려대학교 법학과 학사(72학번, 1975년 2월 졸업)
- 고려대학교 대학원 법학과 법학석사(1981년 2월 졸업)

### 명예 박사 학위
- 순천향대학교 명예 언론학 박사

## 사회 공헌 활동
2000년부터 일간스포츠와 함께 ‘허구연 야구 발전 장학회’를 만들어 야구 발전에 지원하고 있다. 2007년 2월에는 캄보디아 프놈펜 왕립 대학의 김길현 교수가 대학에 창단한 야구단에 기술 지도를 하고 야구 용품을 지원했다.2009년에는 전남 강진에 건설되는 4면짜리 야구장인 강진 베이스볼 파크 중 한면의 내야 인조잔디 공사비 등을 전액 부담하여 국내 최초의 개인 네이밍 야구장인 '허구연 필드'를 준공하는데 일조하였다.
2012년에는 고양시에 다문화 및 새터민 어린이들을 위한 무지개리틀야구단을 창단하여 5~10월 2주에 한번씩 아이들에게 야구훈련의 기회를 제공하고 있다.

## 그 외
야구 관련 인프라의 개선 및 확충에 대하여 관심을 많이 쏟는 야구인으로 알려져 있다. 특히 노후화된 대구시민운동장 야구장을 그대로 이용하고 있는 것을 수 차례 지적해 왔고, KBO의 야구발전실행위원회에서 야구장 건립 매뉴얼을 감수하기도 했다. 그는 일본어에도 능통하고 영어도 능통하다.

## 책
- 《허구연의 프로야구 가이드 북》(1983)
- 《홈런과 삼진 사이》(1992)
- 《허구연의 재미있는 야구교실-투수편》(1994)
- 《프로야구 핸드북》(1996)
- 《MBC 해설위원 허구연과 함께 프로야구 10배로 즐기기》(2004)
- 《허구연의 야구 - 그라운드 20년 마이크 30년》(2008)
- 《허구연이 알려주는 여성을 위한 친절한 야구 교과서》(2012)
- 《허구연의 여성을 위한 야구 설명서》(2015)
- 《그라운드는 패배를 모른다》(2021)

## 드라마 출연
- MBC 수목드라마 - 이브의 모든 것(특별출연, 2000)
- 목요드라마 식샤를 합시다(tvN) - 구대영의 아버지 역(특별출연, 2013)
- KBS 드라마 스페셜 - 슬로우(KBS2) - (특별출연, 2017)
- 으라차차 와이키키 2(JTBC) - 스포츠 해설가 역(목소리, 특별출연, 2019)

## 스포츠 출연
- MBC 스포츠 하이라이트(고정진행, 1999)
- 마이 리틀 텔레비전(게스트 출연, 2015)
- MBC, MBC 스포츠+ 야구 해설 위원(1982~1985, 1991~2022)
- 황금어장 - 무릎팍도사(MBC, 게스트 출연, 2009)
- 2009 외인구단(MBC) - 해설자 역(2009)
- 세바퀴 - 게스트 출연(2010)
- 직업의 세계 - 일인자(EBS) - 야구를 말하다, 야구해설가 허구연 편(2013)
- 한국시리즈 프로야구의 중흥(SBS, 1995)
- 스포츠 매거진(MBC)
- 팟캐스트 인생수업 허구연편 http://class.iblug.com 보관됨 2013-11-26 - 웨이백 머신
2013년[깨진 링크(
2013-kk75b/ 과거 내용 찾기)] 7월에는 팟캐스트 녹음현장에서 대학생들을 대상으로 강연을 하기도 했다.

## 영화
- 2009년 《해운대》 - 야구 해설자 역

## CF
- 1986년 핀토스 청바지
- 2005년 하나증권
- 2009년 신한금융투자
- 2014년 LG유플러스 LTE 8

## 어록
- 아~ 대쓰요, 노쳐쓰요!
- 저 타구는 정말 독도를 넘긴거 같네요. "독도는 넘겼어요" 진짜 대마도까지 갔네요 대마도까지~ (2008년 하계 올림픽 준결승전 당시 이승엽 선수가 홈런을 쳤을 때 사용했던 말)
- 고마워요! 고마워요 사토~ (2008년 하계 올림픽 준결승전 당시 고영민 선수 친 홈런성 타구를 놓쳤을 때 사용했던 말. 당시 좌익수가 G.G.사토로 알려진 사토 다카히코였다.)